# Biblioteca Palatina

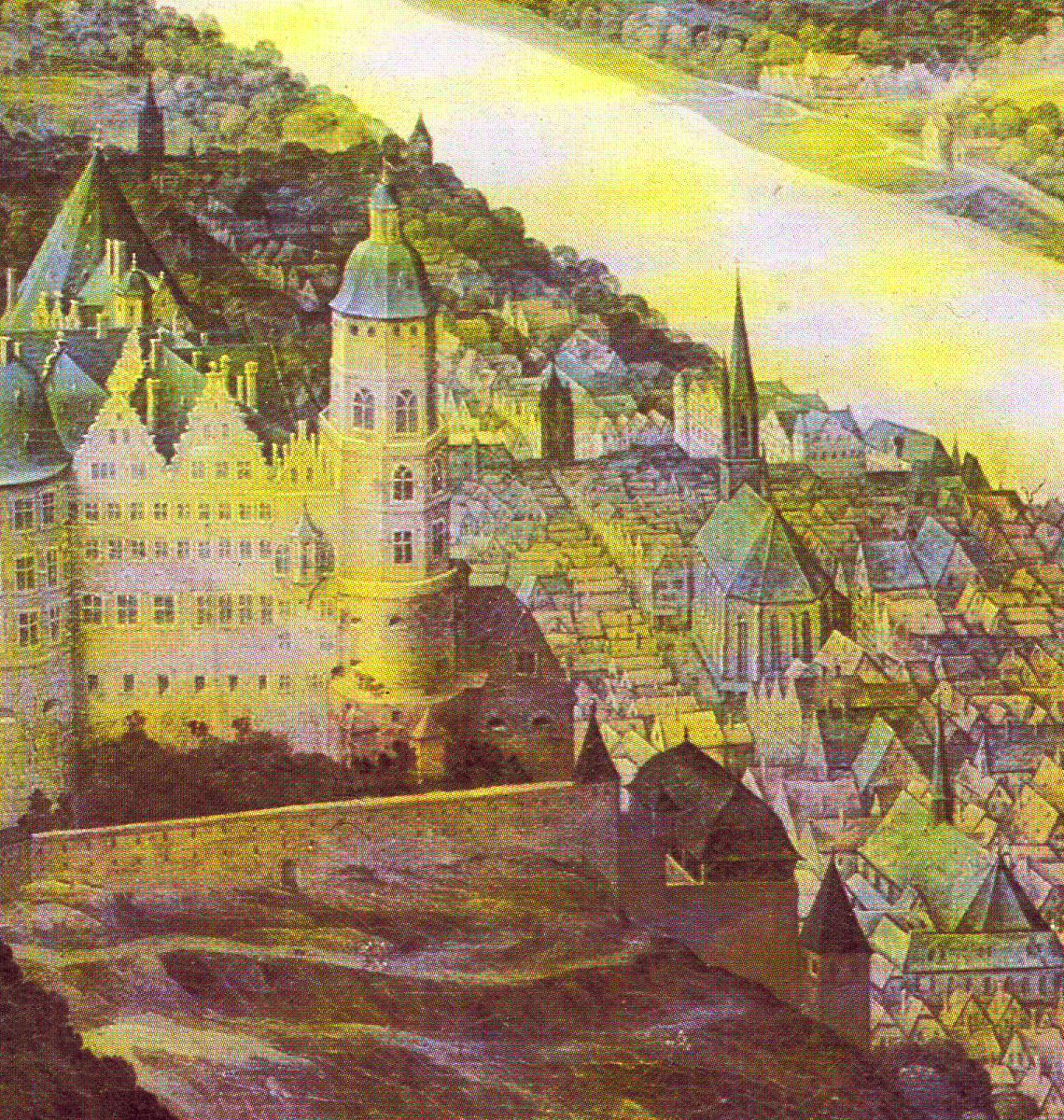
Vista del Castillo-Palacio y la iglesia del Espíritu Santo de Heidelberg hacia 1618.

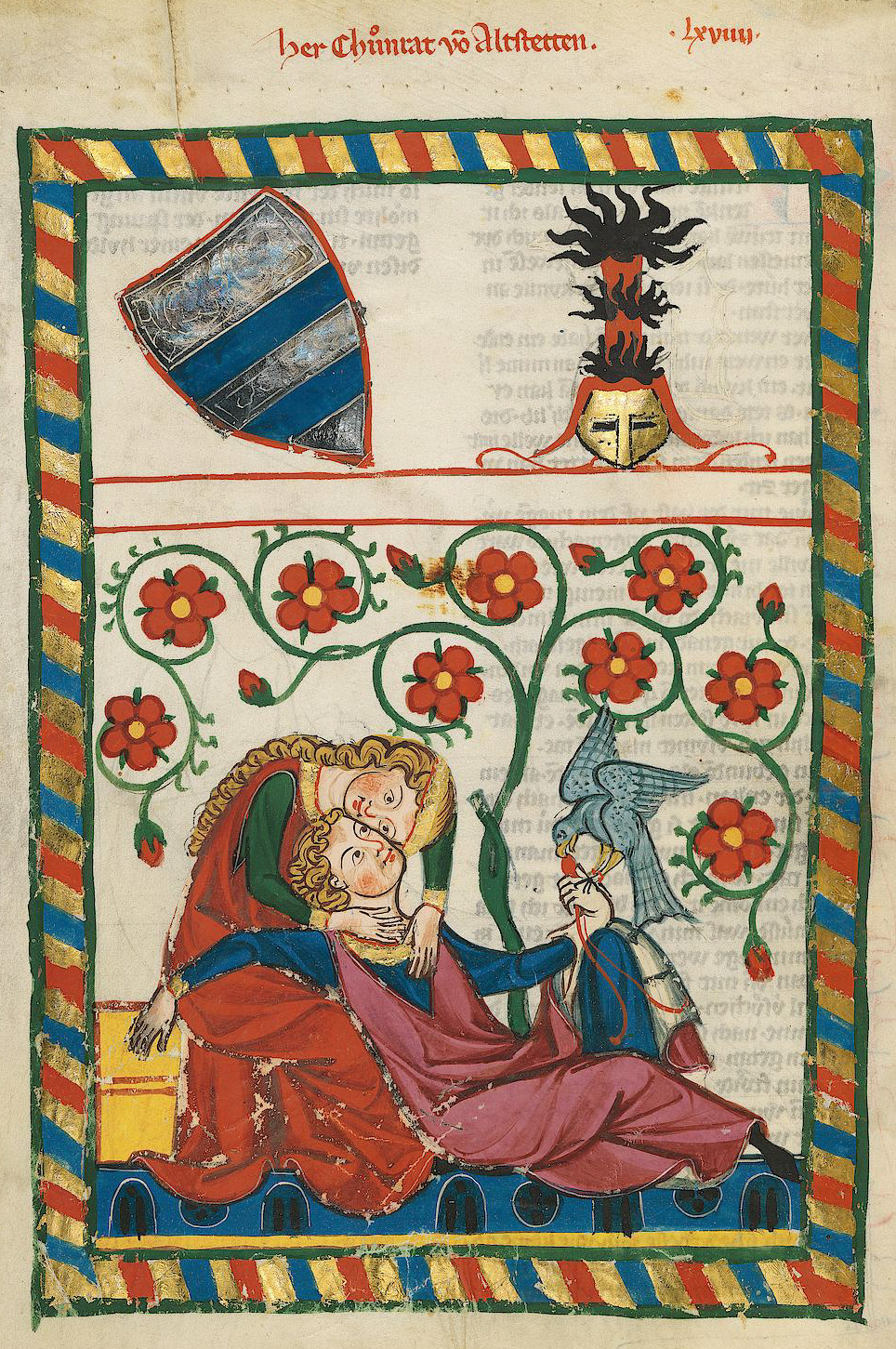
Konrads von Altstetten en el Codex Manesse.

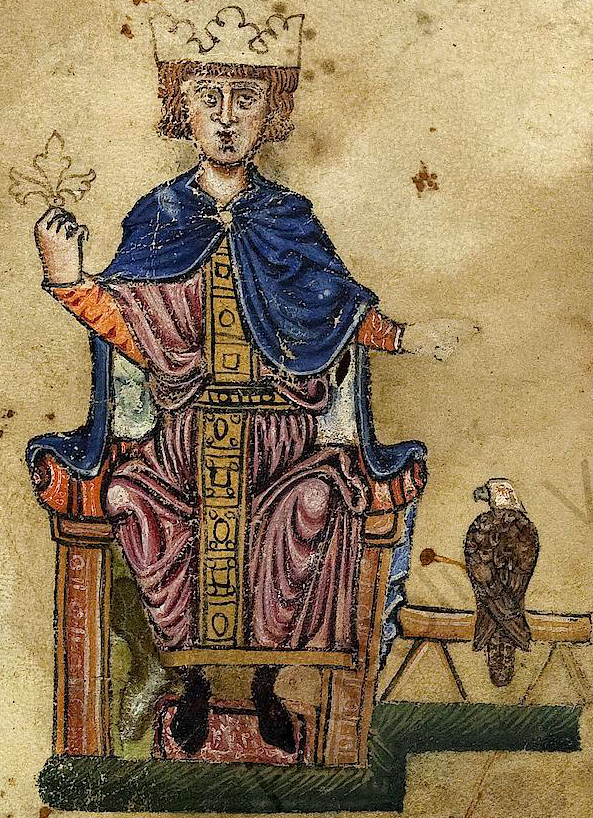
El emperador Federico II y un halcón, en De arte venandi cum avibus.

La Bibliotheca Palatina de Heidelberg fue una de las bibliotecas más importantes del Renacimiento, fundada en la década de 1430 como Stiftsbibliotheken ("biblioteca capitular") de la Heiliggeistkirche ("iglesia del Espíritu Santo"), por el elector Luis III del Palatinado (elector palatino, de ahí el nombre de la biblioteca). Una de las razones para la elección del lugar fue que disponía de buena luz para leer.

## Vicisitudes
Con la imposición de la Reforma protestante en su Estado, el elector Otón Enrique del Palatinado (Ottheinrich) reunió los fondos de la Heiliggeistkirche junto con los de la Universidad de Heidelberg, el Castillo-Palacio de Heidelberg y la abadía de Lorsch. En la segunda mitad del siglo XVI la biblioteca fue enriquecida todavía más por el banquero y humanista Ulrich Fugger (descendiente de Ulrich Fugger el Viejo). Esta Biblioteca Fugger se valoró en ochentamil coronas, y se decía que era superior a la del papa.
Actualmente sólo una pequeña parte se mantiene en la Biblioteca de la Universidad de Heidelberg, conservándose la parte principal en la Biblioteca Vaticana, puesto que, tras el saqueo de Heidelberg por las tropas católicas (1622, durante la guerra de los Treinta Años), el elector Maximiliano I de Baviera (que inicialmente pretendía retenerlos para sí mismo y finalmente sólo se quedó con un misal y la Biblia de Ottheinrich) envió al papa Gregorio XV los ejemplares que pudo reunir (la mayor parte de los provenientes de la Bibliotheca Palatina, aunque también otros provenientes de bibliotecas particulares), bajo la supervisión del humanista León Alacio, enviado de Roma a Heidelberg para la ocasión, cruzando los Alpes a lomos de más de doscientas mulas. Muchos de los libros fueron despojados de sus cubiertas para reducir el peso. En agosto de 1623 llegaron a la Biblioteca Vaticana 184 cajas con 3500 manuscritos y 12 000 libros impresos. Alacio conservó 12 cajas para sí mismo. Algunos libros permanecieron en Alemania, como el Codex Manesse, que quedó en posesión de Federico V del Palatinado, o unos cuantos centenares que estaban duplicados y de los que sólo un ejemplar se envió a Roma. Así se explica que en 1998 se encontraran 67 libros procedentes de la Bibliotheca Palatina en la Biblioteca de Colonia (StadtBibliothek Köln).
Por el Tratado de Tolentino (1797) el Papa cedió a la República Francesa 37 manuscritos que se conservaron en el Louvre hasta la derrota de Napoleón, cuando, en vez de ser devueltos a Roma, lo fueron a la Universidad de Heidelberg. En 1816 se incrementaron estos fondos con un grupo de 852 manuscritos (sobre todo en lengua alemana) cedidos por el papa.

## Fondos
Entre sus aproximadamente 5000 libros impresos y 3524 manuscritos, cuenta con importantes piezas medievales y muchos incunables.
Entre los ejemplares más importantes están el Codex Aureus o Evangeliario de Lorsch, la Biblia de Ottheinrich, el Falkenbuch o De arte venandi cum avibus (cpl 1071, encargado por el emperador Federico II), el Codex Manesse (cpg 848), el Sachsenspiegel (cpg 164) o el llamado Codex Palatinus de la Antología Palatina.

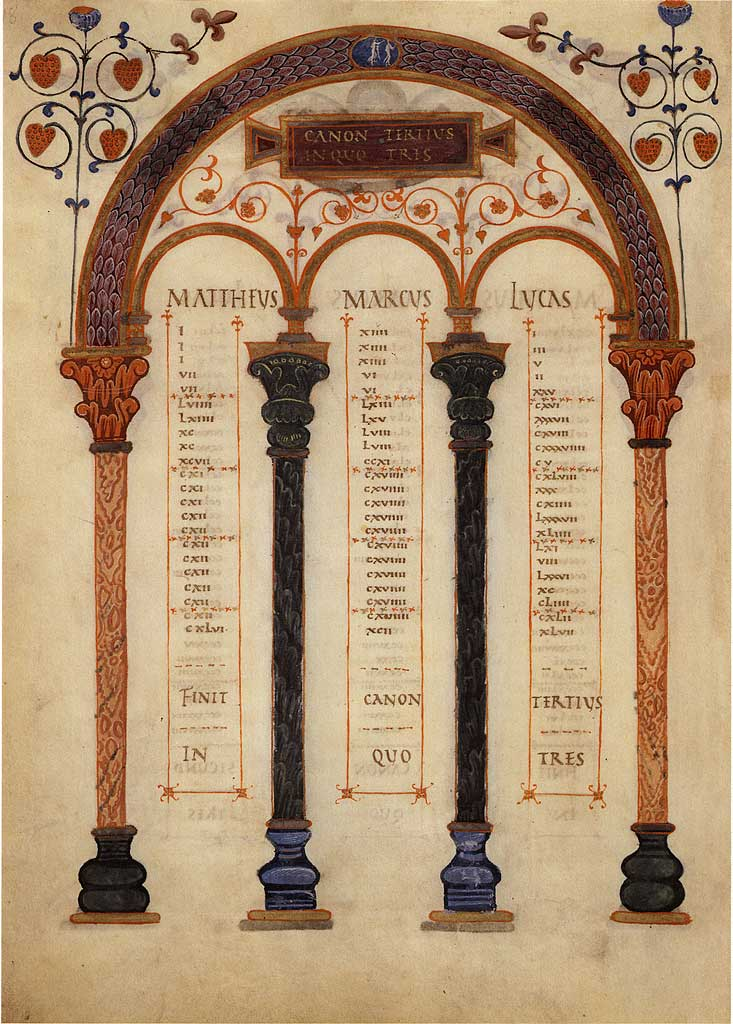
Evangeliario de Lorsch (ca. 810).
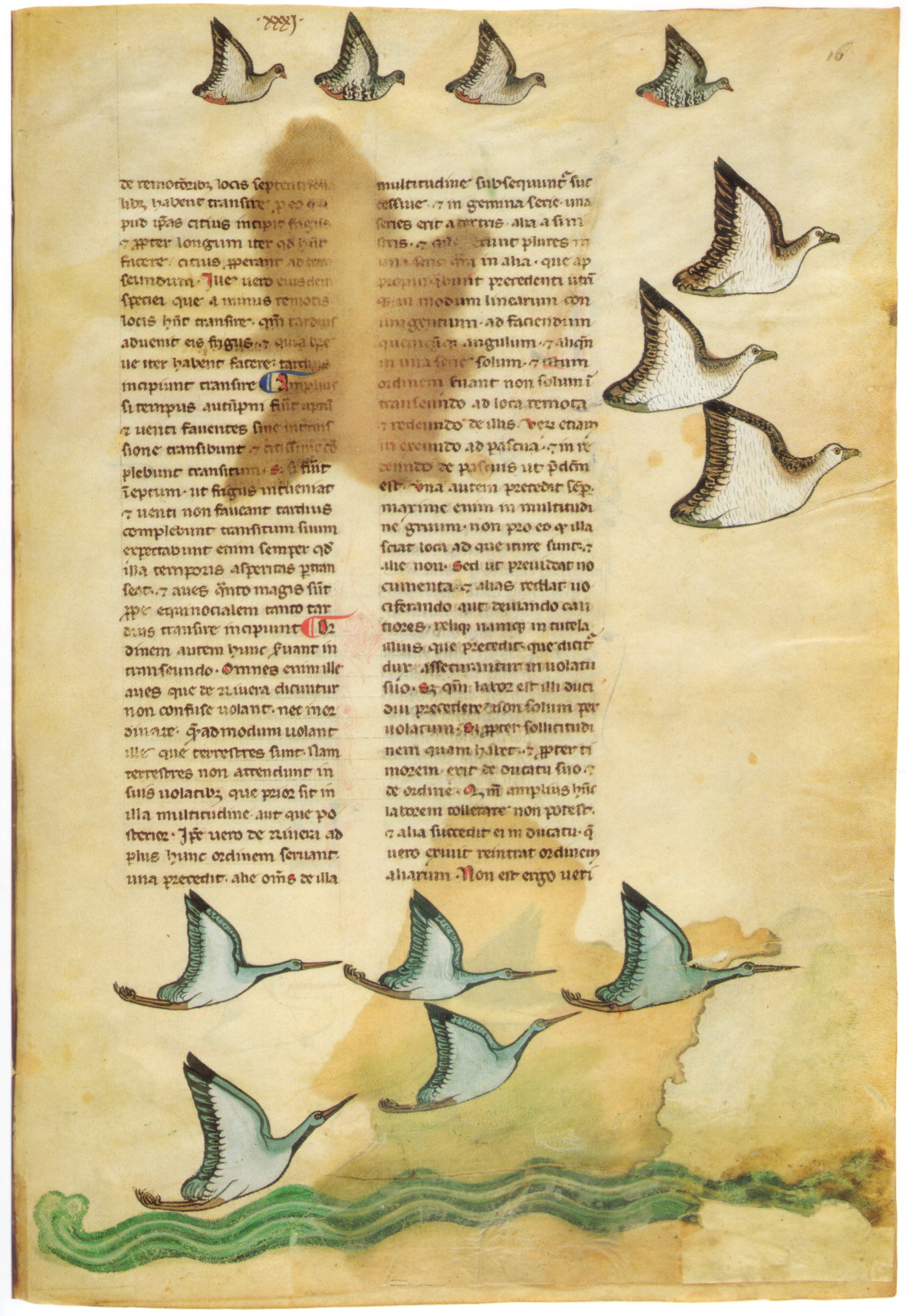
De arte venandi cum avibus (ca. 1241-1248).
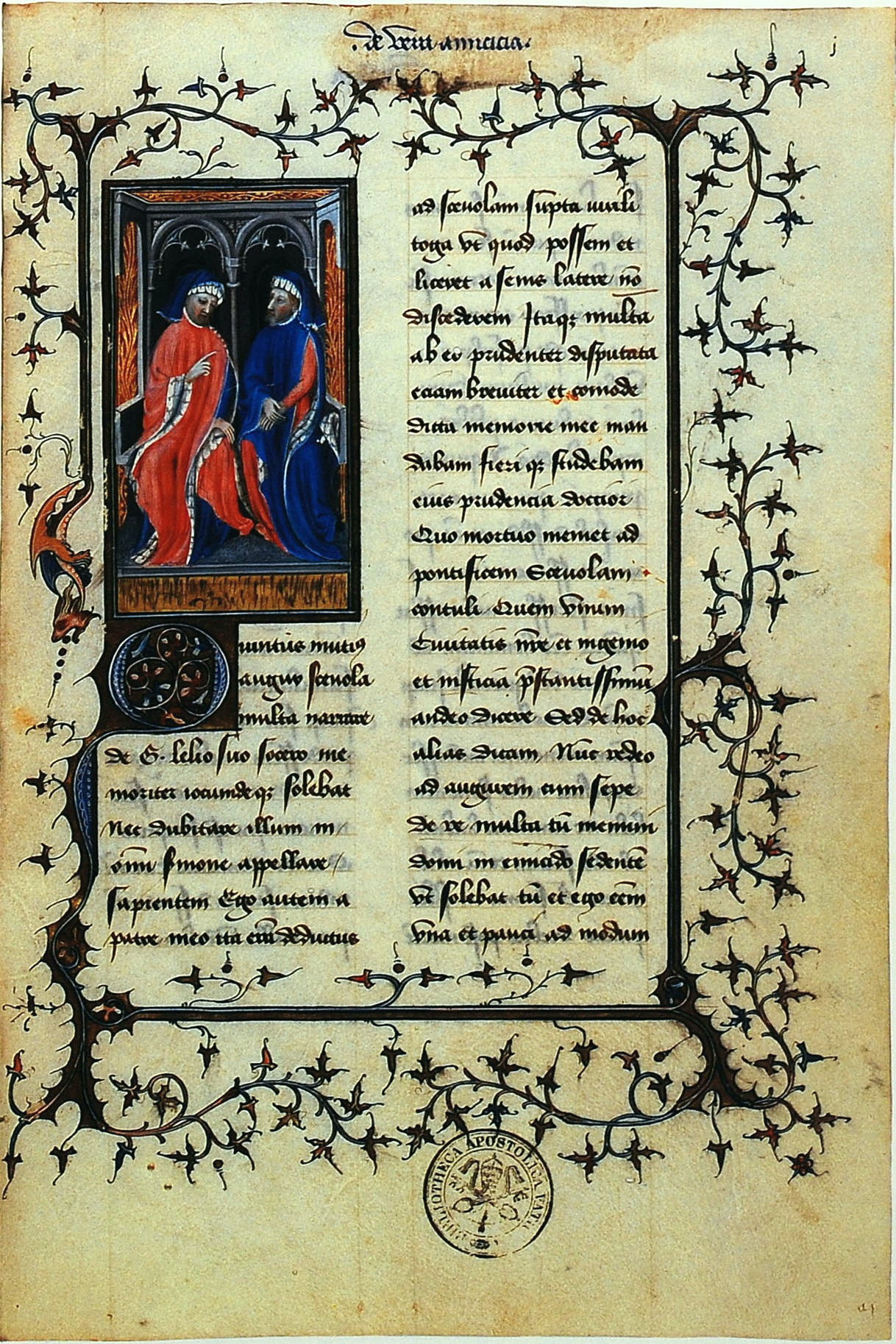
De amicitia o Laelius de Amicitia[7] de Cicerón (comienzos del siglo XV).
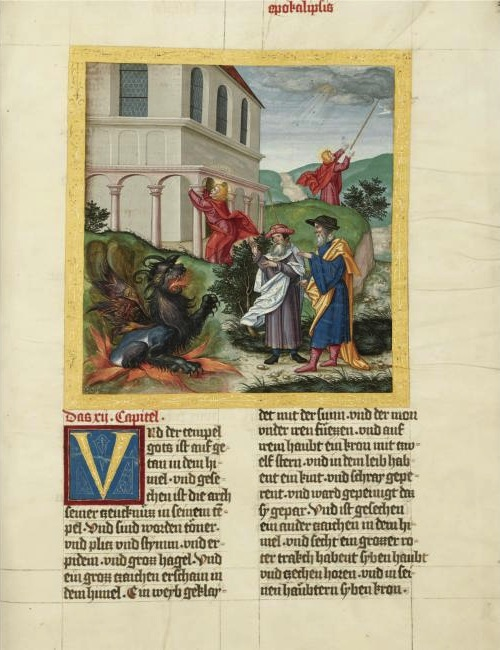
Biblia de Ottheinrich (ca. 1430).
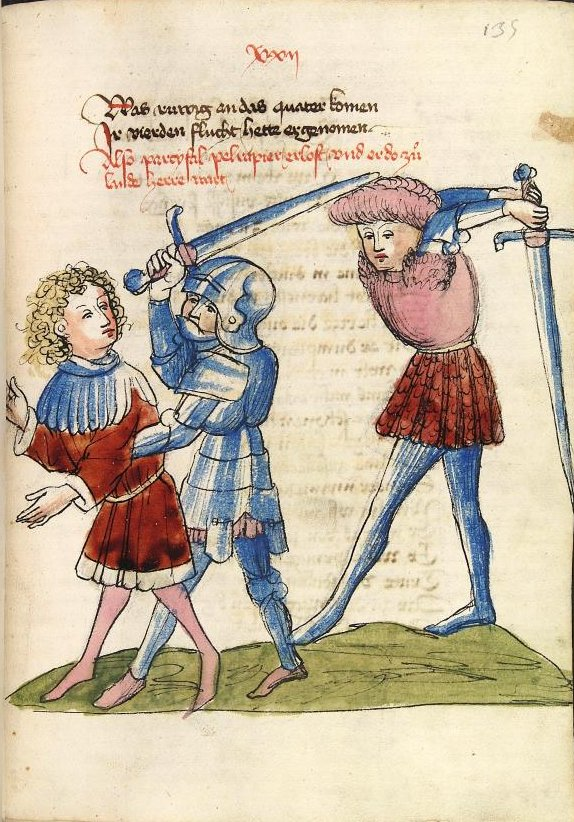
Parzival de Wolfram von Eschenbach y Diebold Lauber[8] (1443-1446).